# Populina (género)
- Commons
- Wikispecies

Populina Baill., segundo o Sistema APG II, é um género botânico pertencente à família Acanthaceae.

## Espécies
Apresenta duas espécies:
- Populina perrieri
- Populina richardi
- «Lista das espécies»

| Sistema | Classificação                       | Referência            |
| ------- | ----------------------------------- | --------------------- |
| APG II  | Ordem Lamiales, família Acanthaceae | APweb, versão 9, 2008 |